# Strada statale 650 di Fondo Valle Trigno
La strada statale 650 di Fondo Valle Trigno (SS 650), nota come Trignina, è una strada statale italiana. Si presenta ad una corsia per senso di marcia (eccetto in alcuni tratti in pendenza, dove il tratto in salita è raddoppiato), ed è priva di incroci a raso, con la quasi totale assenza di accessi privati. Si presenta quindi come una strada a scorrimento veloce.
La sua lunghezza è di 78,4 km: si sviluppa lungo l'asse SW-NE collegando la SS17 dell'Appennino Abruzzese e Appulo Sannitico nei pressi di Isernia con la SS 16 nei pressi di San Salvo Marina, costeggiando il fiume Trigno.
Si tratta della principale strada di collegamento tra le zone interne molisane e quelle abruzzesi e la costa adriatica e viceversa, e la sua realizzazione ha richiesto la costruzione di diversi viadotti e gallerie per superare le asperità del territorio.
Il limite di velocità, nella maggior parte del suo percorso, è di 90 km/h.

## Percorso
| di Fondo Valle Trigno |                                                                                      |      |           |
| Tipologia             | Indicazione                                                                          | km   | Provincia |
|                       | dell'Appennino Abruzzese e Appulo Sannitico - Isernia Castel di Sangro - L'Aquila    | 0,0  | IS        |
|                       | Pesche                                                                               | 1,8  | IS        |
|                       | Z.I. B Sessano                                                                       | 7,1  | IS        |
|                       | Sessano del Molise ex Venafrana                                                      | 8,9  | IS        |
|                       | Area di servizio                                                                     | 9,9  | IS        |
|                       | ex di Pescolanciano - Pescolanciano Agnone - Capracotta Teatro Sannitico             | 12,5 | IS        |
|                       | Chiauci Pietrabbondante                                                              | 14,8 | IS        |
|                       | - Civitanova del Sannio Bagnoli del Trigno - Duronia - Frosolone                     | 18,8 | IS        |
|                       | Area di servizio                                                                     | 19,8 | IS        |
|                       | Area di servizio                                                                     | 20,7 | IS        |
|                       | Pietrabbondante Teatro Sannitico                                                     | 22,5 | IS        |
|                       | Fondo Valle del Verrino - Agnone Bagnoli del Trigno - Poggio Sannita - Castelverrino | 27,2 | IS        |
|                       | Salcito Pietracupa                                                                   | 29,3 | CB        |
|                       | Schiavi di Abruzzo Castiglione Messer Marino                                         | 31,7 | CH        |
|                       | Contrada Vallecupa San Martino                                                       | 36,5 | CB        |
|                       | - Trivento Castelguidone                                                             | 38,4 | CB        |
|                       | SP 202 - San Giovanni Lipioni Roccavivara - Castelguidone - Torrebruna               | 44,5 | CH        |
|                       | Trignina - Montefalcone Roccavivara - Castelmauro                                    | 48,8 | CB        |
|                       | Area di servizio                                                                     | 49,6 | CB        |
|                       | Z.I. Tratturello                                                                     | 50,2 | CB        |
|                       | Celenza sul Trigno Torrebruna - Guardiabruna                                         | 53,0 | CH        |
|                       | Palmoli Carunchio                                                                    | 53,7 | CH        |
|                       | Trignina Montemitro                                                                  | 56,0 | CB        |
|                       | Tufillo                                                                              | 56,9 | CH        |
|                       | Area di servizio                                                                     | 58,5 | CH        |
|                       | Mafalda San Felice del Molise - Tavenna                                              | 59,8 | CH        |
|                       | Dogliola Zona Industriale - Carunchio                                                | 61,5 | CH        |
|                       | Area di servizio                                                                     | 61,9 | CH        |
|                       | Fresagrandinaria                                                                     | 63,9 | CH        |
|                       | Lentella                                                                             | 69,0 | CH        |
|                       | Fondovalle Treste - San Buono Furci - Liscia - Gissi                                 | 70,3 | CH        |
|                       | - San Salvo Montenero di Bisaccia                                                    | 73,5 | CH        |
|                       | A14 Bologna-Taranto Svincolo "Vasto Sud"                                             | 77,4 | CH        |
|                       | Adriatica - San Salvo Marina Vasto - Pescara - BO-TA                                 | 78,6 | CH        |

## Storia
Costruita dalla Cassa del Mezzogiorno, con il decreto del Ministro dei lavori pubblici del 29 dicembre 1987 venne classificata come strada statale con i seguenti capisaldi di itinerario: "Svincolo con la s.s. n. 17 presso Isernia - svincolo di Pescolanciano - svincolo di Trivento - svincolo con la A14 presso il casello di Vasto Sud - svincolo con la s.s. n. 16 a S. Salvo Marina".